# Sun-Up

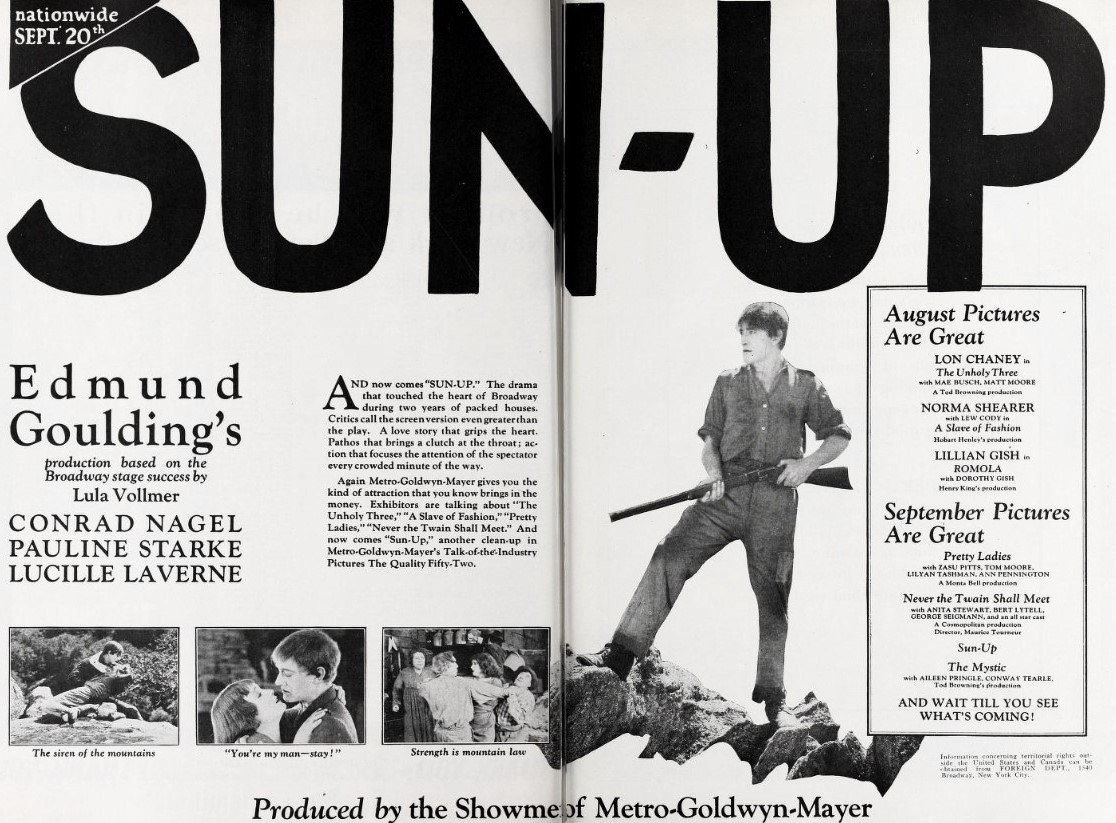
Article sur le film dans Exhibitors Herald.

Sun-Up est un film américain réalisé par Edmund Goulding et sorti en 1925.

## Synopsis
Rufe, le fils d'un des distillateur clandestin assassiné, a comme rival le shérif Weeks; il épouse Emmy avant d'aller servir pendant la guerre. Un déserteur est caché par la mère de Rufe, et elle apprend plus tard qu'il est le fils de l'assassin de son mari. Alors qu'elle s'apprête à tuer l'étranger de sang-froid, elle est informée que son fils a été tué à la guerre et qu'il ne commettrait pas un tel acte. Elle permet alors au jeune homme de s'enfuir.

## Fiche technique
- Réalisateur : Edmund Goulding
- Scénario : Arthur F. Statter, Edmund Goulding, d'après la pièce de théâtre Sun-Up de Lula Vollmer de 1924[2]
- Photographie : John Arnold
- Genre : Drame[3]
- Distributeur : Metro-Goldwyn-Mayer
- Durée : 60 minutes
- Date de sortie : 
  - États-Unis : 20 septembre 1925

## Distribution
- Conrad Nagel : Rufe
- Pauline Starke : Emmy
- Lucille La Verne : la mère de Rufe
- Sam De Grasse : le Shérif Weeks
- George K. Arthur : l'étranger
- Arthur Rankin : Bud
- Edward Connelly : Pap Todd
- Bainard Beckwith : Bob

## Statut du film
Une copie du film est conservée à la Bibliothèque du Congrès.